# Parc national de Chūbu-Sangaku
Le parc national de Chūbu-Sangaku (中部山岳国立公園, Chūbu-Sangaku Kokuritsu kōen) est un parc national japonais situé dans la région centrale du Chūbu. Le parc a été créé en 1934 et couvre une surface de 1 743,23 km2.